# Peplonia asteria
Peplonia asteria är en oleanderväxtart som först beskrevs av Vell., och fick sitt nu gällande namn av J. Fontella Pereira och E. de Araujo Schwarz. Peplonia asteria ingår i släktet Peplonia och familjen oleanderväxter. Inga underarter finns listade i Catalogue of Life.